# Tectaria quinquefida
Tectaria quinquefida är en ormbunkeart som först beskrevs av Bak., och fick sitt nu gällande namn av Ren-Chang Ching. Tectaria quinquefida ingår i släktet Tectaria och familjen Tectariaceae. Inga underarter finns listade.

## Bildgalleri

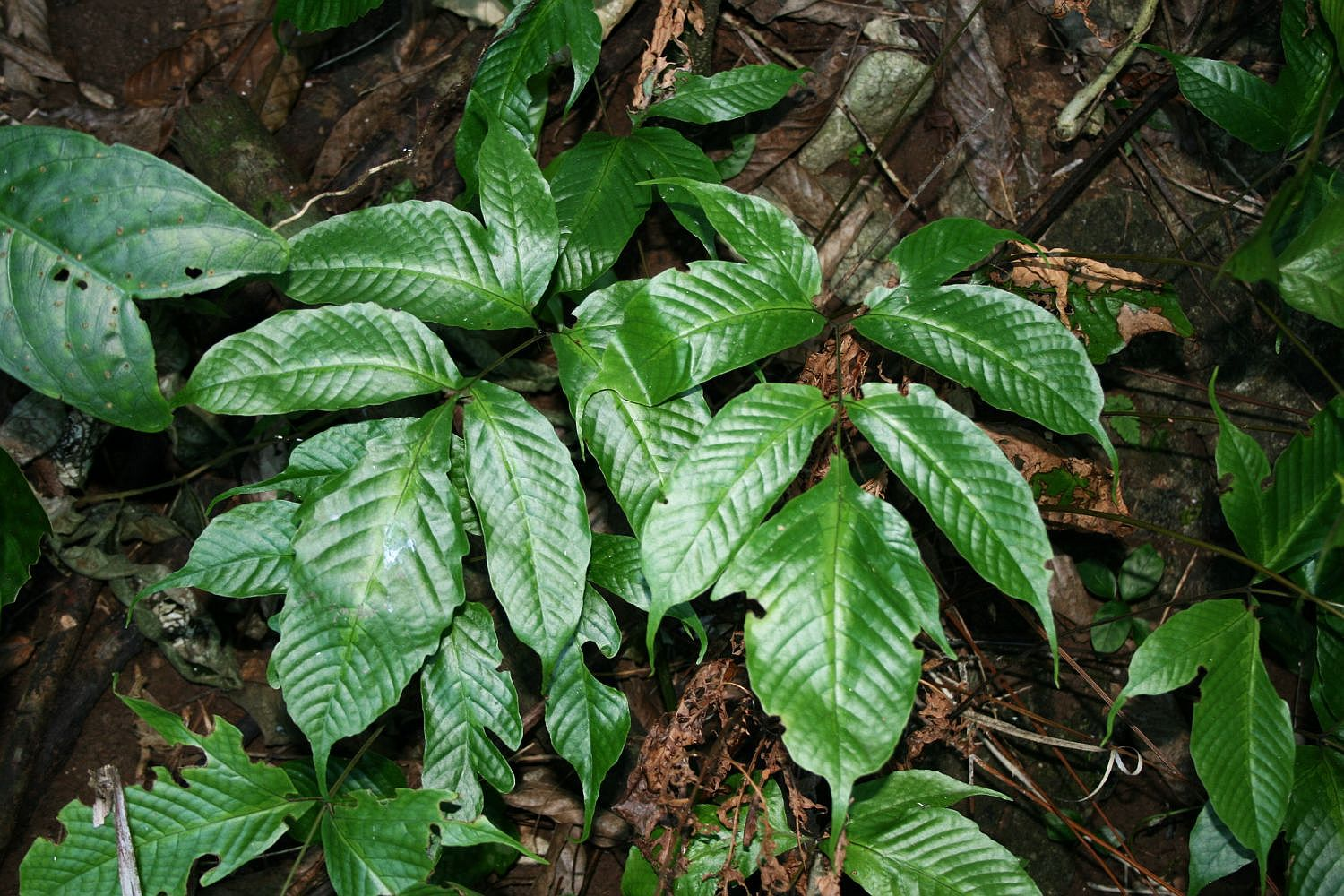
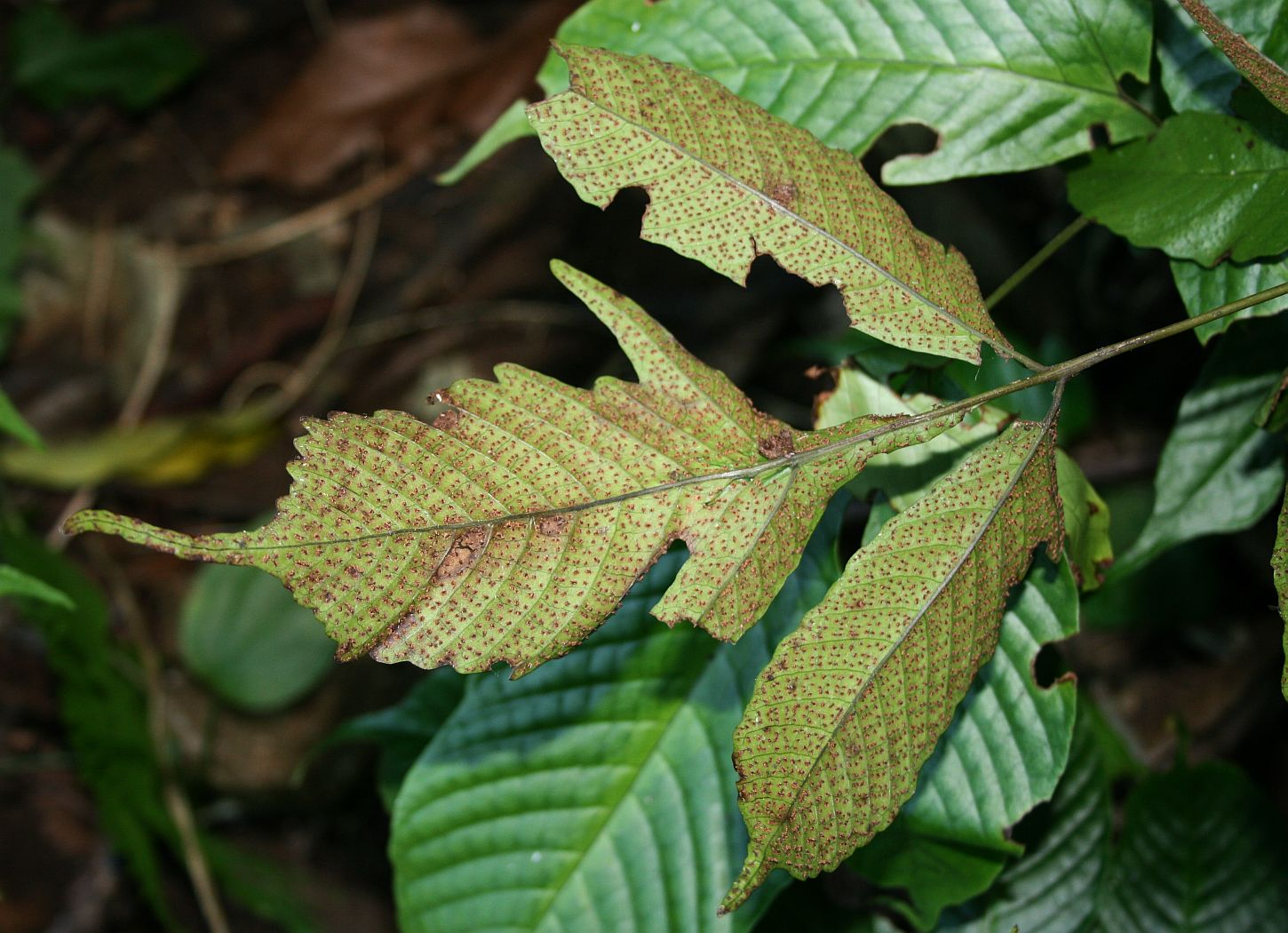
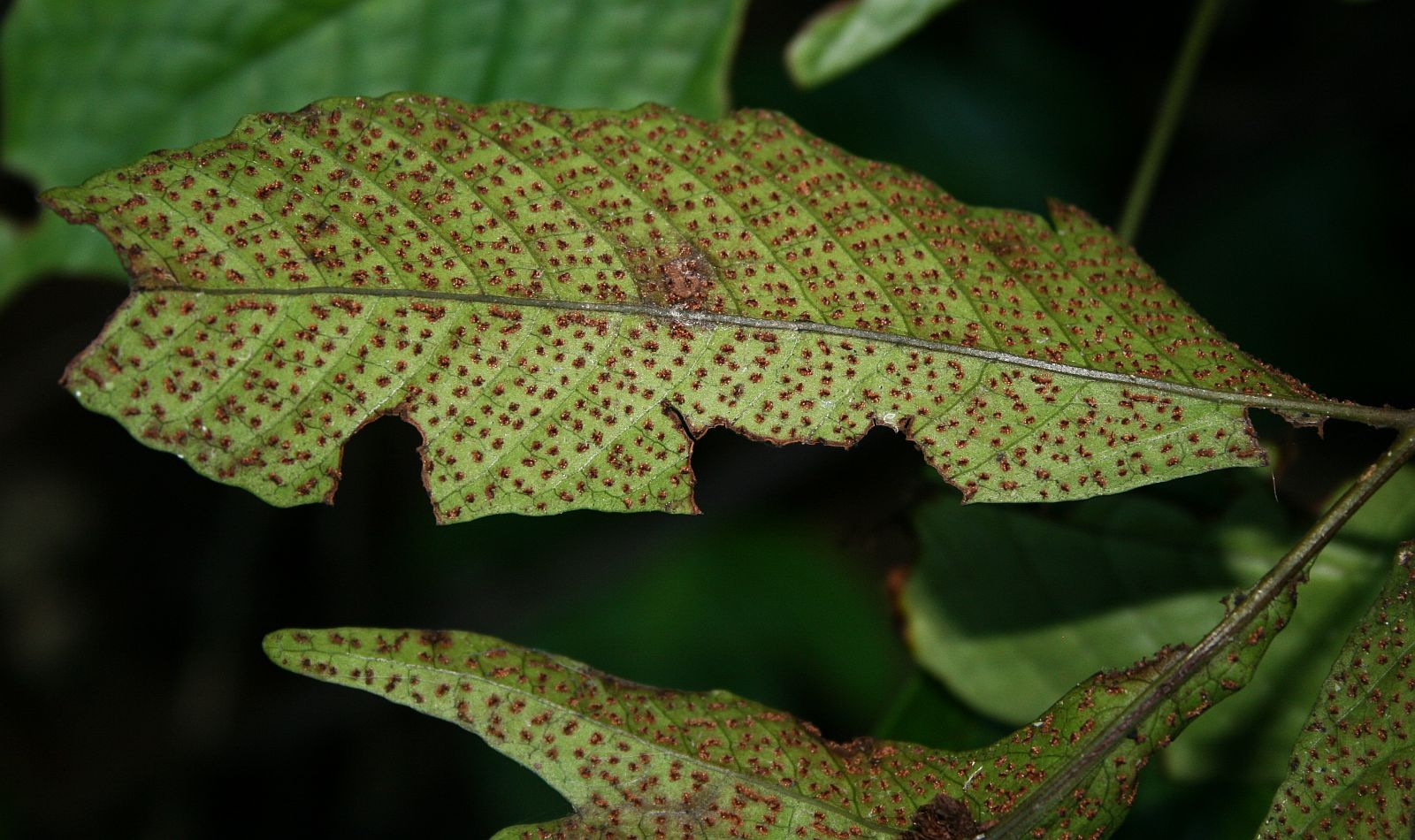